# Tankette

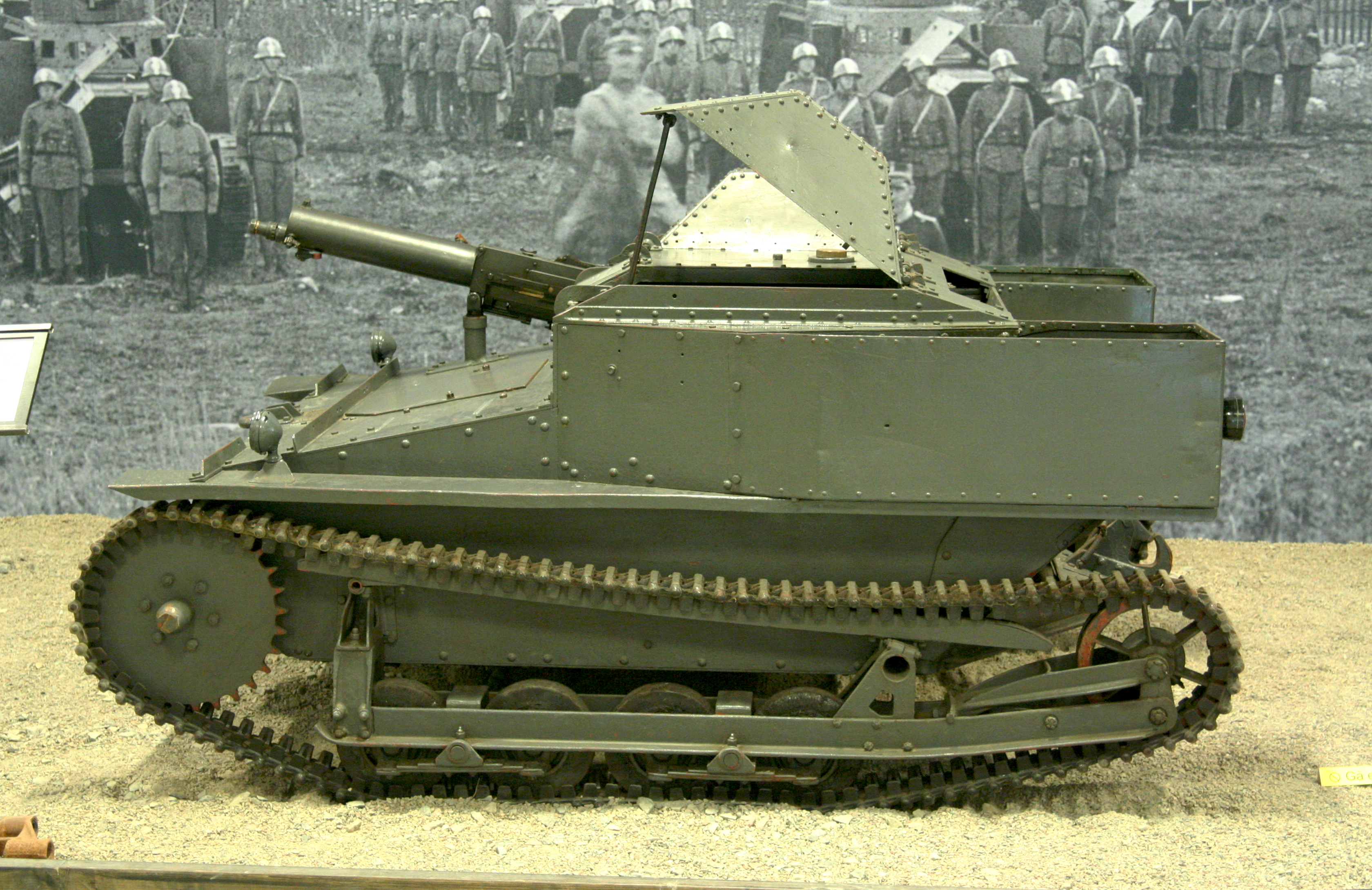
Vickers-Carden-Loyd-Tankette Mk.VI, Urvater aller Tanketten

Die Tankette (wörtlich übersetzt: „Panzerchen“) war ein sehr leichter Panzer mit Kettenfahrgestell und üblicherweise zwei, selten drei Mann Besatzung, bewaffnet meist mit einem Maschinengewehr, der ab etwa 1926 bis etwa 1938 in verschiedenen Staaten gebaut wurde. Zu dieser Definition gibt es wenige Ausnahmen oder Grenzfälle, die im Artikel benannt werden.

## Konzept und taktische Idee
Die Analyse des Ersten Weltkrieges hatte ergeben, dass die Entente-Mächte diesen vor allem aufgrund ihrer neu entwickelten Panzerfahrzeuge gewonnen hatten. In den 1920er-Jahren werteten alle beteiligten Mächte die hierbei gewonnenen Erfahrungen aus. Die Engländer versuchten in diesem Zusammenhang, die Einsatzgrundsätze ihrer Flotte auf das Landheer zu übertragen. Wie in einer Flotte den Kern die Schlachtschiffe bildeten, die ihrerseits von einer Zahl von Kreuzern umgeben waren, diese wiederum geschützt durch Zerstörer, so sollten auch die Landstreitkräfte aufgebaut sein. Die Hauptschlagkraft sollte von schweren Durchbruchs-Panzern ausgehen, daneben dienten Kreuzerpanzer, die über eine relativ starke Bewaffnung und hohe Geschwindigkeit (aber schwache Panzerung) verfügten, der Aufklärung und dem Schutz der schweren Panzer, während die Rolle der Zerstörer (Schutz der Kreuzer) möglichst kleine und preiswert herstellbare Panzer übernehmen sollten. Der Tankette als Panzerbauart wurde diese taktische Rolle zugewiesen. Tanketten sollten (einem Mückenschwarme gleich) die Kreuzer-Panzer umschwärmen und vor Angriffen feindlicher Infanterie schützen. Da sie nur Infanterie bekämpfen sollten, brauchten sie nur ein MG als Waffe und nur eine gegen Gewehrmunition und Splitter schützende Panzerung. Ein derartiges Fahrzeug, besetzt mit einem Fahrer und einem Mann zur Bedienung des MG, wog zwischen 2,5 und 4 Tonnen, brauchte zu seinem Antrieb lediglich einen in Großserie herstellbaren PKW-Motor (beliebt war der des Ford A mit 40 PS) und war entsprechend preiswert. Urvater aller Tanketten war die englische Carden-Loyd Tankette; fast alle in anderen Ländern entstandenen Kleinpanzer der Dreißigerjahre waren letztlich Kopien oder Lizenzfertigungen des Carden-Loyd-Fahrzeuges.
Im spanischen Bürgerkrieg stellte sich indessen heraus, dass ein Panzerfahrzeug in jedem Fall auch mit einer Waffe ausgestattet sein muss, die in der Lage ist, feindliche Panzer zu bekämpfen. Infolgedessen wurde die Tankette (als Bauart) nicht weiterentwickelt, sondern durch schwerere Typen ersetzt. Allerdings war dieser Vorgang 1940 noch nicht abgeschlossen, sodass in den ersten zwei Kriegsjahren noch zahlreiche Tanketten zum Einsatz kamen, die an allen Fronten aber große Verluste hinnehmen mussten, weil sie sich gegen andere Panzer nicht wehren konnten.

## Einzelne Tanketten

### Großbritannien
Die Briten experimentierten zunächst mit einem Einmann-Panzer, dem Morris-Martel. Dieser erwies sich aber für die vorgesehenen Zwecke als untauglich. Einen besseren Eindruck hinterließ ein Zweimannpanzer, der von John Carden und Vivian Loyd entwickelt und in den Versionen Mk.I bis Mk.V in den Jahren 1924 bis 1925 erprobt wurde. Er wurde sodann als Vickers Carden-Loyd in den Varianten Mk.VI und Mk.VII im britischen Heer eingeführt. Mehrere hundert dieser Fahrzeuge liefen in der britischen Armee, Exporte gingen nach Bolivien, Chile, China, Italien, Japan, Polen, Portugal, Rumänien, Russland, Saudi-Arabien, Schweden und in die Tschechoslowakei.
Der Nachfolger wurde „Vickers Light Tank“ genannt und war im Gegensatz zu seinem Vorgänger oben geschlossen. Das MG befand sich in einem Turm, das Fahrwerk wurde angepasst, der Motor leistete in den letzten Varianten bis zu 90 PS. Es gab die Varianten Mk I, II, III, IV, V, VI, VIA, VIB und VIC, dazu diverse Exportmodelle und auch den schwimmfähigen (Vickers-Carden-Loyd Light Amphibious Tank). Ab dem Mk.V hatte der Panzer eine Besatzung von 3 Mann. Ab 1941 diente dieser Panzer nur noch zu Ausbildungszwecken.
Der Vickers Light Tank wird gerne verwechselt mit dem Universal Carrier. Letzterer wird auch häufig fälschlich den Tanketten zugerechnet. Der Universal Carrier hatte mit dem Vickers Light Tank lediglich das Fahrgestell gemeinsam, war oben offen, seine Hauptaufgabe war der Transport von Material, ferner diente er als Artilleriebeobachtungsfahrzeug, als Mörserträger und als Zugmittel für leichte Geschütze, war also ein Kampfunterstützungs- und kein Kampffahrzeug.

### Frankreich

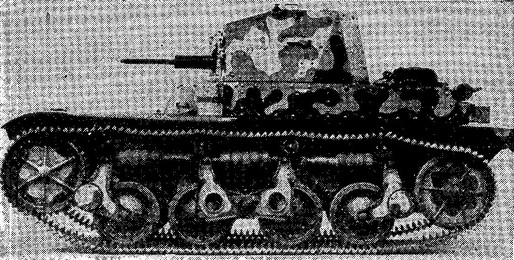
Renault AMR 35, Seitenansicht

Frankreich entwickelte aufgrund einer anderen strategischen Ausrichtung keine Tanketten. Die Franzosen sahen den Panzer weiterhin als Unterstützungsfahrzeug der Infanterie, der, möglichst gut gepanzert, die Infanterie begleiten und, mit einem leichten Geschütz und einem MG bewaffnet, einzelne feindliche Widerstandsnester ausschalten sollte.
Allerdings bestand der Bedarf für ein ähnliches Fahrzeug zu Aufklärungszwecken bei der Kavallerie und in den Kolonien, um aufständische eingeborene Bevölkerung in Schach zu halten. Es musste geländegängig sein (Raupenfahrwerk), hatte jedoch als Gegner keine Panzer oder schweren Waffen zu fürchten, brauchte daher nur gegen Gewehrgeschosse gepanzert zu sein und benötigte als Bewaffnung nur ein MG. Das Fahrzeug, als Automitrailleuse de Cavallerie Type Reconnaissance 33 (Kurz: AMR 33) eingeführt, wurde von Renault entwickelt und trug die Werksbezeichnung VM. Das Fahrzeug wurde 1935 zum AMR 35 (Renault Werksbezeichnung: ZT) weiterentwickelt, es gab die Normalausführung mit MG-Turm und eine Abart mit 25-mm-Geschütz in Kasemattlafette.
Nicht den Tanketten zugerechnet werden darf der Renault UE Chenillette, der – wie auch der Bren Carrier – als reines gepanzertes Transportfahrzeug, daneben zum Ziehen von Anhängern und leichten Geschützen bestimmt und damit nicht als Kampffahrzeug gedacht war.

### Sowjetunion

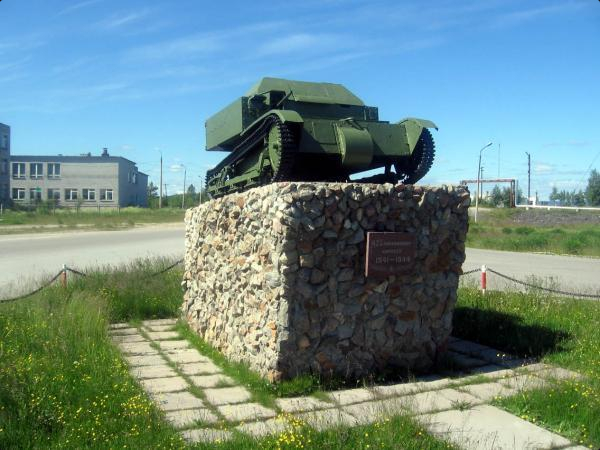
T-27 als Denkmal zu Ehren des 42. Garde-Korps

Russland erwarb Ende der 1920er-Jahre 20 Vickers-Carden-Loyd-Tanketten aus Großbritannien und baute sie unter der Bezeichnung T-27 in für damalige Verhältnisse riesigen Stückzahlen nach. Aufgrund der wohl genauesten Angaben (der Russen selbst) waren es von 1931 bis 1934 insgesamt 3110 Stück, dazu weitere 187 mit Flammenwerfer statt MG ausgestattete Fahrzeuge. Es folgte der T-37, ein Nachbau des Vickers Light Amphibious Tank, nach der gleichen Quelle in allen Varianten zusammen 2624 Stück von 1933 bis 1936. Weiterhin der T-38 (von 1936 bis 1939 zusammen 1382 Stück) und der T-40 (709 Stück 1940 bis 1941). Zusammen errechnen sich also 8012 Stück, von denen einige hundert T-27 nach Spanien zur Unterstützung der „Rotspanier“ im Bürgerkrieg geliefert wurden. Einige gelangten auch nach China und wurden dort gegen die Japaner eingesetzt, bewährten sich indessen aus verschiedenen Gründen (keine Waffe gegen feindliche Panzer, miserable Verarbeitung) nicht.

### Italien
Auch Italien hatte 1929 einige Vickers-Carden-Loyd-Tanketten nebst Nachbaulizenz erworben. Unter der Bezeichnung Fiat-Ansaldo L3/33 und L3/35 wurde das Fahrzeug zwischen 1934 und 1939 gebaut. Zahlreiche Fahrzeuge wurden exportiert, so nach Österreich, ans falangistische Spanien, an Brasilien, Bulgarien, China, Afghanistan, Irak, Jemen und Ungarn.

### Japan

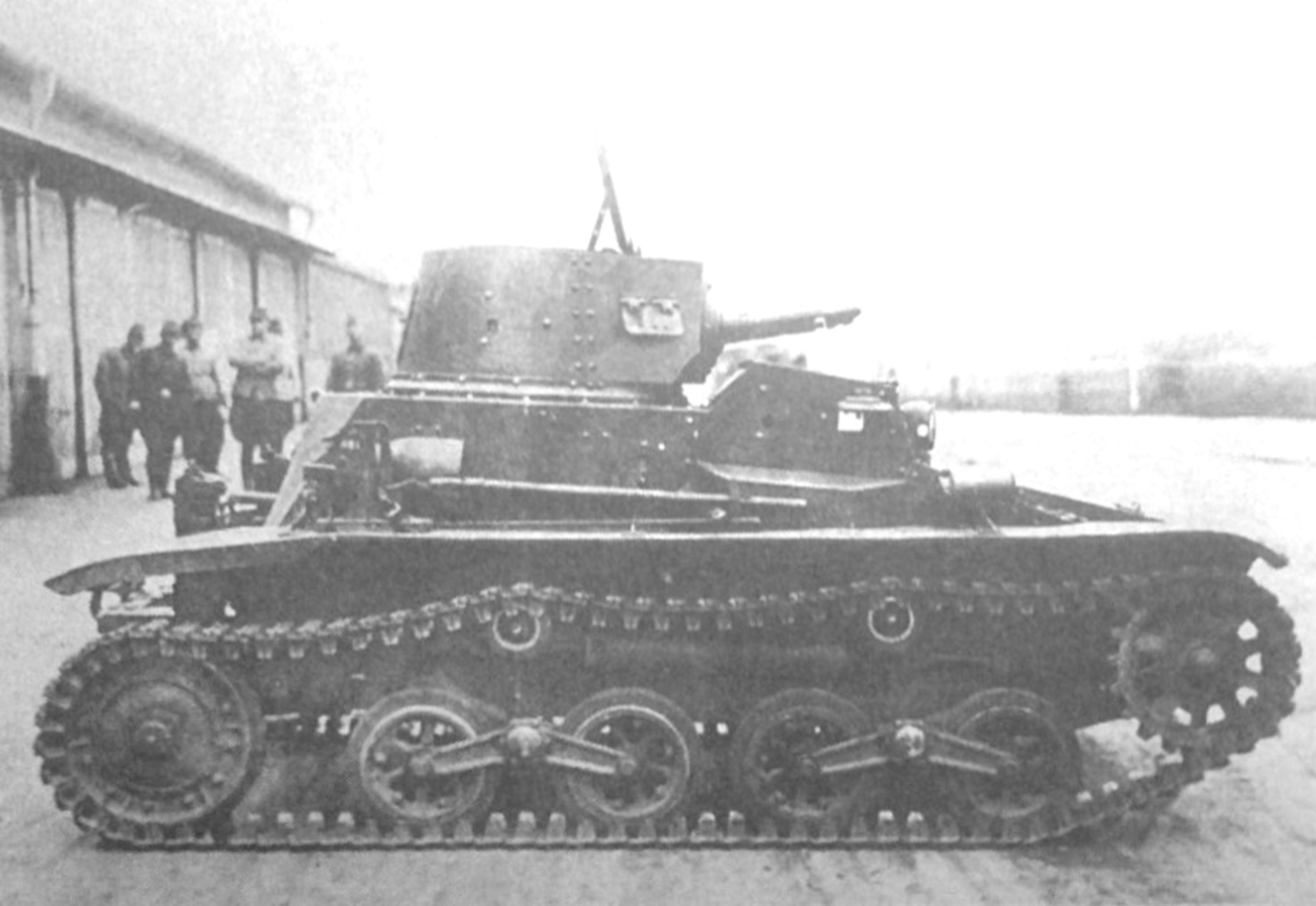
Japanische Typ 94 TK

Japan erwarb um 1930 ebenfalls einige Vickers-Carden-Loyd-Tanketten, entwarf dann aber ein eigenes Fahrzeug, das die etwas irreführende Bezeichnung Typ 92 Schwerer Panzerwagen (Typ 92 Jū Sōkōsha) erhielt und von 1933 bis 1936 gebaut wurde. Ab 1935 wurde es durch die Tankette Typ 94 TK abgelöst, die bis 1940 in Produktion blieb. Der dann folgende Kleinpanzer Typ 97 Te-Ke, gebaut 1938 bis 1944, kann eigentlich wegen seiner Hauptbewaffnung (37-mm-Geschütz) nicht mehr zu den Tanketten gerechnet werden, obwohl dies des Öfteren so geschieht.

### USA
Die USA sahen ein ähnliches strategisches Kriegsszenario wie Frankreich und entwickelten daher keine Tanketten. Der ab 1936 für die Kavallerie gebaute Panzer M1 Combat Car kann mit seinen 4 Mann Besatzung, seinem Gewicht von über 8 Tonnen und seiner Motorleistung von 250 PS nicht mehr zu den Tanketten gerechnet werden. Die 1931 gegründete Firma Marmon-Herrington hatte sich auf Umrüstung von Ford-LKW auf Allradantrieb eingerichtet und kam so ins Rüstungsgeschäft. Ab 1936 entwarf und baute sie diverse Kleinpanzer mit MG-Bewaffnung für Mexiko und Persien. 1941/42 folgten einige hundert Kleinpanzer für China und Niederländisch-Indien, die etwa der Definition von Tanketten entsprachen, aber mittlerweile technisch-taktisch überholt waren und daher meist nicht abgenommen, sondern (wenn überhaupt) nur zu Ausbildungszwecken aufgebraucht wurden.

### Deutschland
Es ist strittig, inwieweit der deutsche Panzerkampfwagen I zu den Tanketten gerechnet werden kann. Kritiker bemängeln, dass das Fahrzeug ein reines Ausbildungsgerät (und wohl auch mit über fünf Tonnen für eine Tankette zu schwer) gewesen sei. Dem ist entgegenzuhalten, dass das Fahrwerk von der Vickers-Carden-Loyd-Tankette „abgekupfert“ wurde, dass die Bewaffnung ebenfalls nur aus MG bestand und die Besatzung aus zwei Mann. Weiterhin wurde er nicht nur als Ausbildungsgerät, sondern bis 1941 auch in Frontverbänden eingesetzt.

### Polen

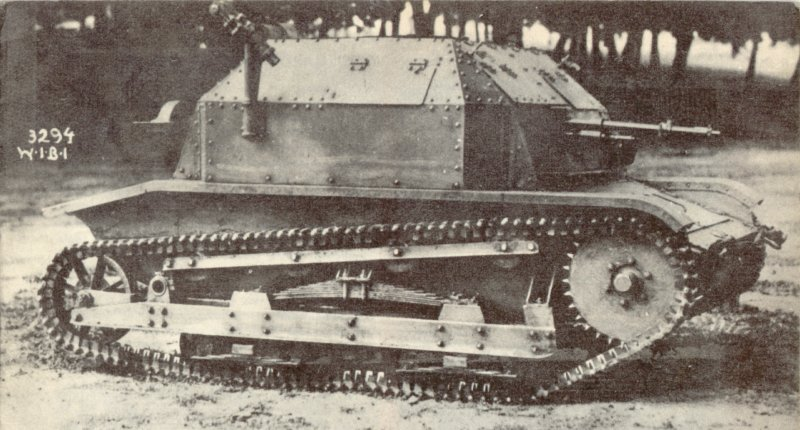
Polnische Tankette TK-3

Auch Polen hatte 1929 in Großbritannien 10 Stück Vickers-Carden-Loyd-Tanketten und eine Nachbaulizenz erworben. Mit einigen Änderungen wurden vom staatseigenen Betrieb Państwowe Zakłady Inżynierii, kurz PzInż, von 1931 bis 1938 ca. 575 Stück unter der Bezeichnung TK-3 und TKS gebaut. Siehe auch TK-1 und TK-2.

### Tschechoslowakei
Die Tschechoslowakei kaufte 1930 in Großbritannien 3 Vickers-Carden-Loyd-Tanketten und ließ bei ČKD (Českomoravská-Kolben-Daněk) in Prag von 1930 bis 1934 vier Prototypen und 70 Serienfahrzeuge unter der Bezeichnung Tančík vz. 33 mit gleichem Fahrgestell, aber anderem, oben geschlossenen Aufbau herstellen. Das Fahrzeug bewährte sich nicht und wurde nur für Ausbildungszwecke verwendet, 1939 kamen bei Auflösung der Tschechoslowakei 30 Stück in den Besitz der Slowakei. 1935 baute ČKD in Prag einen weiteren Kleinpanzer unter der Bezeichnung ČKD-Praga AH-IV, wovon 50 Stück 1936/37 in den Iran, 35 Stück 1937/38 nach Rumänien und 48 Stück 1938 nach Schweden verkauft werden konnten.

### Belgien
Belgien beschaffte 1935 aus Großbritannien 42 leichte Panzer des Typs Vickers T-15, dessen Fahrgestell im Wesentlichen dem Vickers Light Tank Mk II entsprach. Die Fahrzeuge wurden ohne Waffen aus England geliefert und erhielten in Belgien jeweils ein 13,2-mm-Hotchkiss-MG. Die offizielle Bezeichnung des Fahrzeugs in Belgien lautete „Char Léger de Reconnaissance Vickers-Carden-Loyd Mod.1934 T.15“.